# 津久見市立保戸島中学校
津久見市立保戸島中学校（つくみしりつ ほとじまちゅうがっこう）は、大分県津久見市保戸島にある公立中学校。

## 部活動
- 卓球部

## 通学区域
- 津久見市立保戸島小学校区[1]